# Nils Enberg
Nils Gustaf Teodor Enberg, född 13 februari 1893 i Stockholm, död där 4 januari 1959, var en svensk skulptör och tecknare.
Enberg studerade vid Konsthögskolan 1915–1918. Han var huvudsakligen verksam som skulptör men medverkade med etsningar vid Februarigruppens utställningar på Liljevalchs konsthall han medverkade även i utställningar med Dalarnas konstförening. Enberg är representerad vid Moderna museet.